# Koengoerkroniek
De Koengoerkroniek (Russisch: Кунгурская летопись; Koengoerskaja letopis), volledige naam Korte Siberische Koengoerkroniek (Летопись Сибирская краткая Кунгурская; Letopis Sibirskaja kratkaja Koengoerskaja) en ook bekend als Koengoer-kroniekschrijver (Кунгурский летописец; Koengoerski letopisets), is een van de Siberische kronieken die in de late 16e eeuw werden geschreven door een van de metgezellen van Jermak tijdens zijn veldtocht door Siberië.
De kroniek zelf bestaat niet meer, maar delen ervan werden opgenomen in de 17e-eeuwse Siberische Remezovkroniek. De Koengoerkroniek bevat een beschrijving van de Siberische veldtocht van Jermak en belangrijke historische, geografische en etnografische gegevens over Siberië en zijn inwoners in de 16e eeuw. 
De kroniek is geschreven in de vorm van een Kozakken-volksverhaal.